# Антон Реш
Антон Реш (нім. Anton Resch; 26 листопада 1921, Штольберг — 16 липня 1975, Штольберг) — німецький льотчик-ас винищувальної авіації, оберлейтенант люфтваффе. Кавалер Лицарського хреста Залізного хреста.

## Біографія
Після закінчення льотної школи влітку 1943 року зарахований в 3-ю ескадрилью 52-ї винищувальної ескадри. Учасник Німецько-радянської війни. Свою першу перемогу здобув у вересні 1943 року. 27 січня 1944 року його літак (Bf.109G-6) був підбитий і Реш отримав тяжкі поранення. Після одужання у червні 1944 повернувся на фронт. 26 і 31 серпня 1944 року збив по 7 радянських літаків і довів загальний рахунок своїх перемог до 58. 10 вересня 1944 року його літак був збитий радянськими зенітками і Реш знову був тяжко поранений. В січні 1945 року переведений в штаб 52-ї винищувальної ескадри. 20 лютого збив 4 (69-72 перемоги), 25 березня — також 4 літаки (82-85 перемоги). Всього за час бойових дій здійснив 210 бойових вильотів і збив 91 радянський літак. В травні 1945 року взятий в полон американськими військами і наприкінці місяця був переданий радянській владі. В 1949 році переданий владі ФРН і звільнений.

## Нагороди
- Нагрудний знак пілота
- Залізний хрест 2-го і 1-го класу
- Нагрудний знак «За поранення» в чорному
- Авіаційна планка винищувача в золоті
- Німецький хрест в золоті (1 січня 1945)
- Лицарський хрест Залізного хреста (7 квітня 1945) — за 88 перемог.